# CMA CGM La Traviata (schip, 2006)
CMA CGM La Traviata is een containerschip van 8.204 TEU dat vaart onder de Franse vlag voor CMA CGM. Het schip werd in 2006 opgeleverd en vaart tussen Noord-Europa en het Verre Oosten. De totale lengte bedraagt 334 meter overall, maar tussen de loodlijnen 315 meter.